# Melanie Johnson
Melanie Jane Johnson (née le 5 février 1955 à Ipswich) est une femme politique travailliste du Royaume-Uni. 

## Jeunesse
Elle fréquente le Independent Clifton High School à Clifton, Bristol. Quittant Bristol pour Londres, Johnson étudie à l'University College de Londres, où elle obtient un BA en philosophie et grec ancien (1976). Après cela, elle part à Cambridge, poursuivant ses études de philosophie au niveau du troisième cycle au King's College de Cambridge. Depuis l'âge de 19 ans, elle est membre actif du Parti travailliste et pendant plus d'une décennie, elle est conseillère de comté. De 1981 à 1988, elle est agente des relations avec les membres pour Cambridge Co-op, puis directrice de l'administration de la vente au détail de 1988 à 1990. Elle est directrice générale adjointe de l'assurance qualité de la Cambridge Family Health Service Authority de 1990 à 1992 et inspecteur des écoles pour Ofsted de 1993 à 1997 ,. 

## Carrière parlementaire
En 1994, Johnson se présente sans succès pour le parti travailliste au siège du Cambridgeshire aux élections parlementaires européennes . Deux ans plus tard, elle est choisie comme candidate travailliste au Parlement britannique grâce à une liste restreinte de femmes . 
Elle est élue pour la première fois aux élections de 1997 avec une majorité de 6 583 voix à Welwyn Hatfield. Elle est réélue aux élections de 2001 avec une majorité réduite. Welwyn Hatfield n'a jamais auparavant été détenue pendant plus d'un mandat par un député travailliste. 
De 1999 à 2005, Johnson est ministre subalterne d'abord en tant que Secrétaire économique du Trésor, ensuite au ministère du Commerce et de l'industrie (DTI) en tant que ministre de la concurrence et des consommateurs, et enfin en tant que ministre de la Santé publique au ministère de la Santé. Johnson est également responsable du livre blanc pour renforcer la confiance dans les statistiques . En tant que secrétaire économique, elle soutient l'action de l'UE contre le blanchiment d'argent .  
Pendant qu'elle est à DTI, elle obtient une couverture médiatique pour ses préoccupations concernant «les régulateurs américains (ayant) le pouvoir de surveiller, enquêter et discipliner les auditeurs britanniques» . Johnson est également responsable du projet de loi sur les entreprises du gouvernement, déclarant que «nous fournirons un régime solide pour traiter ceux qui abusent de leurs créanciers» . 
Après avoir reçu un diagnostic de cancer du sein en 2001, Johnson est devenu plus éloquente sur la question, déclarant que «le cancer du sein peut arriver à n'importe quelle femme, quelle qu'elle soit. Je suis parfaitement consciente que de nombreuses femmes ne croient toujours pas qu'il leur arrivera. " Le cancer deviendra plus tard l'une des responsabilités de Johnson en tant que ministre de la Santé publique. 
En tant que ministre de la Santé publique, elle s'occupe de la politique sur le tabagisme, l'obésité, les drogues, l'alcool, l'alimentation et la nutrition  les maladies transmissibles, la santé sexuelle, le développement durable et les inégalités en matière de santé ,. L'un de ses sujets prioriaires est d'améliorer les tests de frottis cervicaux . Avec le nouveau test introduit par Johnson, il y avait moins de faux positifs, ce qui signifie que moins de femmes devaient revenir pour un deuxième frottis en raison d'une erreur avec leur premier test. Johnson a également annoncé des plans en 2004 pour réduire la violence domestique pendant la grossesse avec l'intégration des enquêtes de routine dans les rendez-vous prénatals . 
Johnson fait campagne pour réduire les niveaux de sel dans les aliments afin d'améliorer la santé cardiovasculaire ,. La campagne de Johnson est reprise par les régulateurs de l'alimentation, tandis qu'elle pousse les grandes entreprises alimentaires à élaborer des plans d'action spécifiques afin de réduire le sel .   
Johnson est battue aux élections générales de 2005 par Grant Shapps sur un swing de 9,2% aux conservateurs . 

## Carrière après la politique
En 2006, Johnson est vice-présidente du Customer Impact Panel, une organisation de l'Association des assureurs britanniques dédiée à l'amélioration de l'expérience des clients dans le secteur de l'assurance,. 
En 2009, elle est nommée présidente de la UK Cards Association, un organisme de l'industrie des paiements, où elle développe la recherche scientifique sur la sécurité des cartes de crédit mises à la disposition du public. 
Elle figure sur la liste restreinte du Labour pour l'élection partielle de 2007 à Sedgefield, mais n'est pas sélectionnée comme candidate . Elle est aussi candidate pour Walthamstow en 2008 mais a moins de succès et ne figure pas sur la liste restreinte . En 2009, elle fait une troisième tentative pour devenir candidate au Parlement travailliste en figurant sur une liste restreinte controversée de femmes pour la circonscription d' Erith et Thamesmead .

## Vie privée
Elle vit à Cambridge avec son partenaire. Ils ont des filles jumelles et un fils. 